# Vanderhorstia
Vanderhorstia is een geslacht van straalvinnige vissen uit de familie van grondels (Gobiidae). Het geslacht is voor het eerst wetenschappelijk beschreven in 1949 door Smith.

## Soorten
- Vanderhorstia ambanoro Fourmanoir, 1957
- Vanderhorstia attenuata Randall, 2007
- Vanderhorstia auronotata Randall, 2007
- Vanderhorstia auropunctata Tomiyama, 1955
- Vanderhorstia bella Greenfield & Longenecker, 2005
- Vanderhorstia belloides Randall, 2007
- Vanderhorstia delagoae Barnard, 1937
- Vanderhorstia dorsomacula Randall, 2007
- Vanderhorstia fasciaventris (Smith, 1959)
- Vanderhorstia flavilineata Allen & Munday, 1995
- Vanderhorstia hiramatsui Iwata, Shibukawa & Ohnishi, 2007
- Vanderhorstia kizakura Iwata, Shibukawa & Ohnishi, 2007
- Vanderhorstia longimanus Weber, 1909
- Vanderhorstia macropteryx Franz, 1910
- Vanderhorstia mertensi Klausewitz, 1974
- Vanderhorstia nannai Winterbottom, Iwata & Kozawa, 2005
- Vanderhorstia nobilis Allen & Randall, 2006
- Vanderhorstia opercularis Randall, 2007
- Vanderhorstia ornatissima Smith, 1959
- Vanderhorstia papilio Shibukawa & Suzuki, 2004
- Vanderhorstia puncticeps Deng & Xiong, 1980
- Vanderhorstia rapa Iwata, Shibukawa & Ohnishi, 2007
- Vanderhorstia steelei Randall & Munday, 2008